# 震災復興再開発事業
震災復興再開発事業（しんさいふっこうさいかいはつじぎょう）とは、大規模地震の甚大な被害により生活基盤や都市機能が失われた地域において、都市機能の回復のみならず被災を契機とした都市再開発も含めて都市基盤整備を行う事業を指す。多くは被害にあった地方自治体（市町村）が主導し、国もしくは都道府県の協力を仰いで数年の事業計画を立案後、被災者や地域住民とのアセスメント等を経て策定され実行に移される。行政と民意との一致を見るまでに極めて多様な開発の展開を経ることが多い。近年では1995年1月17日に発生した阪神・淡路大震災（兵庫県南部地震）の被災地で震災復興再開発事業が行われた。

## 関東大震災

### 復興計画の始動と齟齬
1923年（大正12年）9月1日に発生した関東大震災（関東地震）による被害は甚大なものであり、復興計画は政府主導で行われた。第2次山本内閣の内務大臣に就任した後藤新平は、復興事業について、計画決定から各省所管事務、自治体の権限すべてを集中する「帝都復興省」を設立しようとしたが、各省の強い反対に遭い、東京と横浜における都市計画、都市計画事業の執行など復興の事務を掌る帝都復興院を設立して、いわゆる後藤系官僚を結集させた。その幹部は、総裁後藤新平、副総裁に北海道庁長官の宮尾舜治（計画局・土地整理局・建築局担当）と東京市政調査会専務理事松木幹一郎（土木局・物資供給局・経理局担当）、技監に大阪市の港湾計画や都市計画に従事した直木倫太郎、理事・計画局長には、官職を離れて京都にいた元東京市助役池田宏、理事・土地整理局長に宮尾舜治（後に北海道庁土木部長の稲葉健之助）、理事・建築局長に東京帝国大学教授との兼任で耐震構造研究の佐野利器、理事・土木局長に直木倫太郎（途中辞職、直木の後任にに鉄道技師・陸軍工兵少尉の太田圓三）、理事・物資供給局長に松木幹一郎、経理局長心得に鉄道省経理局会計課長十河信二という陣容で、2人の勅任技師に内務省都市計画課の山田博愛と医学博士岸一太を起用した。しかし後藤は、2人の副総裁人事に際して配下の後藤系官僚4人に交渉しており、こうした「人事上の不謹慎」が後の復興計画に支障を来すこととなる。
後藤は一人で東京復興の基本方針
1. 遷都すべからず
2. 復興費は30億円を要すべし
3. 欧米最新の都市計画を採用して、我国に相応しい新都を造営せざるべからず
4. 新都市計画実施の為めには、地主に対し断固たる態度を取らざるべからず

を練り上げる。だが、事業規模は当時の経済状況をかんがみて縮小され、当初の焦土買い上げという後藤の「大風呂敷」は実現せず、農地整序につかっていた区画整理が展開されることとなった。しかし、土地区画整理については、担当の宮尾副総裁が拙速主義を取って反対だったのに対して、松木副総裁とその推薦で復興院に入った者たちは区画整理実行論者であった。この対立において、都市計画官僚の第一人者である池田計画局長が宮尾副総裁に、佐野建築局長が松木副総裁に与すると、後藤総裁の政治力では両者の対立に収拾がつかなくなった。しかも区画整理については後藤自身が研究不足でよく理解しておらず、閣僚には井上準之助大蔵大臣が説明することもあるほどであった。さらに復興計画審議のために設置された3つの審議機関のうち帝都復興参与会と帝都復興協議会は無事通過するが、帝都復興審議会では大反対され、特別委員会での大幅縮小で決定、5億円強になり議会提出の運びとなった。そして議会では、普通選挙導入問題で後藤内務大臣と対立する最大野党の立憲政友会が復興予算でも反対に回り、予算の大幅削減と復興院廃止を要求した。山本内閣では、犬養毅逓信大臣と平沼騏一郎司法大臣が解散総選挙を主張、田中義一陸軍大臣と財部彪海軍大臣が解散ないし総辞職を主張したのに対し、所管の後藤内務大臣が政友会への屈服を選択したため、政友会案を受け入れて復興計画は確定された。しかも後藤は予算成立後の解散を提言して山本権兵衛総理大臣に却下された。さらに火災保険貸付法案審議未了問題で田健治郎農商務大臣が辞任（12月24日）した矢先に虎ノ門事件（12月27日）が起きて、山本内閣はこれを契機に総辞職し、この政争の過程で多くの人の支持を失っていた後藤はその後、現実政治家として復帰することはなかった。
後藤新平の強い影響下に設立された復興院は廃止され、翌1924年（大正13年）2月25日、内務省の外局として復興局が設置されて、復興院技監だった後藤系の直木倫太郎が長官となった。しかし復興局は、内務省、鉄道省、大蔵省の3省の寄り合い所帯で「伏魔殿」と言われ、疑獄事件が相次いだ。特に1925年（大正14年）12月からは、前復興局整地部長稲葉健之助、鉄道省経理局長十河信二（前復興局経理部長）ら多数が逮捕・起訴される復興局疑獄事件が摘発され、土木部長太田圓三が自殺した。検事局による捜査の手は、直木前長官（1925年9月16日に憲政会系内務官僚の清野長太郎と交代）や政友本党幹事長小橋一太（清浦内閣内閣書記官長）にまで及んだが、復興局側の担当者だった太田が自殺したために捜査が進まず、また、政治決着が図られた形跡もあり、捜査は1926年（大正15年）4月で立ち消えとなった。裁判は1927年（昭和2年）6月の一審判決で稲葉、十河とも収賄で有罪、1929年（昭和4年）4月の控訴審判決で稲葉有罪、十河無罪となった（十河も金銭授受の事実は認めた）。1930年（昭和5年）3月からは、昭和天皇の東京市内視察を皮切りとした「帝都復興祭」が迫っており、復興の問題に対しては「臭いものに蓋」のムードが立ち込め、復興に関するできごとが天皇の名で「偉業」と化していった中、後藤新平や復興院・復興局の不祥事は語りにくい事件となって行き、戦後刊行された東京百年史編集委員会編『東京百年史　第四巻』（東京都、1972年）でもまともに扱われなかった。さらにマスコミも事件の隠蔽工作に手を貸していた（稲葉は復興局機密費を使って新聞記者に金銭を送っていた）。
こうしたスキャンダルにまみれた中、後藤新平の当初の構想までは実現しなかったが、現在の内堀通りや靖国通り、昭和通りなど都心・下町のすべての街路はこの復興事業によって整備されたもので、この東京の骨格は現在に至るまで変化していない。また、震災による焼失区域1100万坪の全域に対する土地区画整理事業を断行し、区画整理は最終的に全体を66地区に分け、各整理委員会で侃々諤々の議論を行いながら事業が進められた。この結果、密集市街地の裏宅地や畦道のまま市街化した地域は一掃され、いずれも幅4.0 m以上の生活道路網が形成され、同時に上下水道と都市ガス等の基盤も整備された。

### 震災復興橋梁
そのほか、東京市中の川に架かっていた橋も大部分が甚大な損傷を被り、このため大地震にも持ちこたえられる恒久的な橋を計画的に架ける必要が生じた。隅田川では、下流から順に、相生橋（1998年に現在の橋に架け替え）、永代橋、清洲橋、両国橋、蔵前橋、厩橋、駒形橋、吾妻橋、言問橋の9つが震災復興橋梁として架けられ、震災前の1912年に開通していて震災で壊れなかった新大橋（1977年に現在の橋に架け替え）を加え「隅田川十橋」と称されていた。9つの橋のうち、両国、厩、吾妻の三橋は東京市が担当、残りの6つの橋は内務省東京復興局に創設された橋梁課が担当した。
この分野では、初の鉄製鉄道橋が1874（明治7）年に生まれて以来、鉄道が技術的に先行していた。また、道路では市区改正期に、日本橋、四谷見附橋、新大橋、呉服橋、鍛冶橋など、その地に合わせた装飾に優れた橋梁がすでに生み出されていた。明治40年代に鉄道の設計基準を手がけ、帝都復興院には土木局長で招請された太田圓三と鉄道省後輩の田中豊が橋梁課長を務めて橋梁事業の中心となった。
太田が力を注いだ復興橋梁の、特に国が担当する隅田川六大橋（相生橋、永代橋、清洲橋、駒形橋、言問橋、蔵前橋）の設計において美観が重視された。設計にあたっては復興帝都にふさわしい意匠を成すために外国事例や画家や作家などの意見を聞くなどして、建築家野田俊彦の「全て同一形式」意見を否定した。復興局で設計された橋梁デザイン案について、外観はもとより親柱、欄干など、工学と美学の調和に努めて意匠を定めるため、太田は当初、諸外国の事例を収集させるとともに、弟を頼って画家などからのアイデアを求めたが　実際には役立たなかった。
そこで芸術家・建築家・造園家等からなる工作物意匠調査委員会の設置を決定。建築家の協力が求められることとなり、当時の逓信省営繕課に勤務する建築家スタッフをスカウトして設計組織を形成していった。部長太田圓三や課長の田中豊はまず山田守を、続いて山田の推挙で山口文象を嘱託とした。山田は聖橋等を担当し、山口は数寄屋橋、清洲橋、八重洲橋をはじめ数多くを手がけた。検討に多くのスケッチを残して基本方針を定め、田中はそれを踏まえて多様な形式を採用し構造美を都市内に創出していった。復興局が手がけた橋の数は100以上といわれている。帝都復興は、数年の間に東京市だけでも国142、市313の橋を建設するという、類のないプロジェクトになった。
帝都の門たる第一橋梁の永代橋はアーチ橋とし、第二橋梁の清洲橋はライン川に掛かるケルンの吊橋をモデルとした柔らかさを感じさせる案を採用し、橋の博覧会ともいえるような状況が生じた。構造も、タイドアーチの永代橋、自碇式吊橋の清洲橋、ゲルバー桁橋の言問橋などと多様な構造や、ニューマチックケーソン・綱矢板の工法、高張力綱の新材料使用など新技術を採用。厩橋の三連下路タイドアーチ、吾妻橋の上路アーチ、両国橋のゲルバー桁橋や聖橋の上路アーチ、お茶の水橋のゲルバー桁併用綱ラーメン橋などは、東京市が担当した。市内の運河・小河川向けには「復興局型」と呼ばれるラーメン橋台を考案し形式の標準化を図った。橋台を流路に置くことにより、土地区画整理事業が遅れて接続道路が未完成の状態でも架橋できるようにしたもので、市民の評判を呼んだという。
また、復興局は「橋詰広場」を確保し、派出所、公衆便所、防災器具置き場などを路上工作物として配置した。歴史的には、江戸の河岸や橋詰広場、明治からの橋詰の街頭便所、市区改正の小公園などを引き継いだものであった。こうして隅田川の橋梁群は個々の橋が多様なデザインを主張しながら、全体として都市景観に高いシンボル性をもたらすこととなった。作家永井荷風も随筆『深川の散歩』の中で、清洲橋からの隅田川の眺望を書き残している。

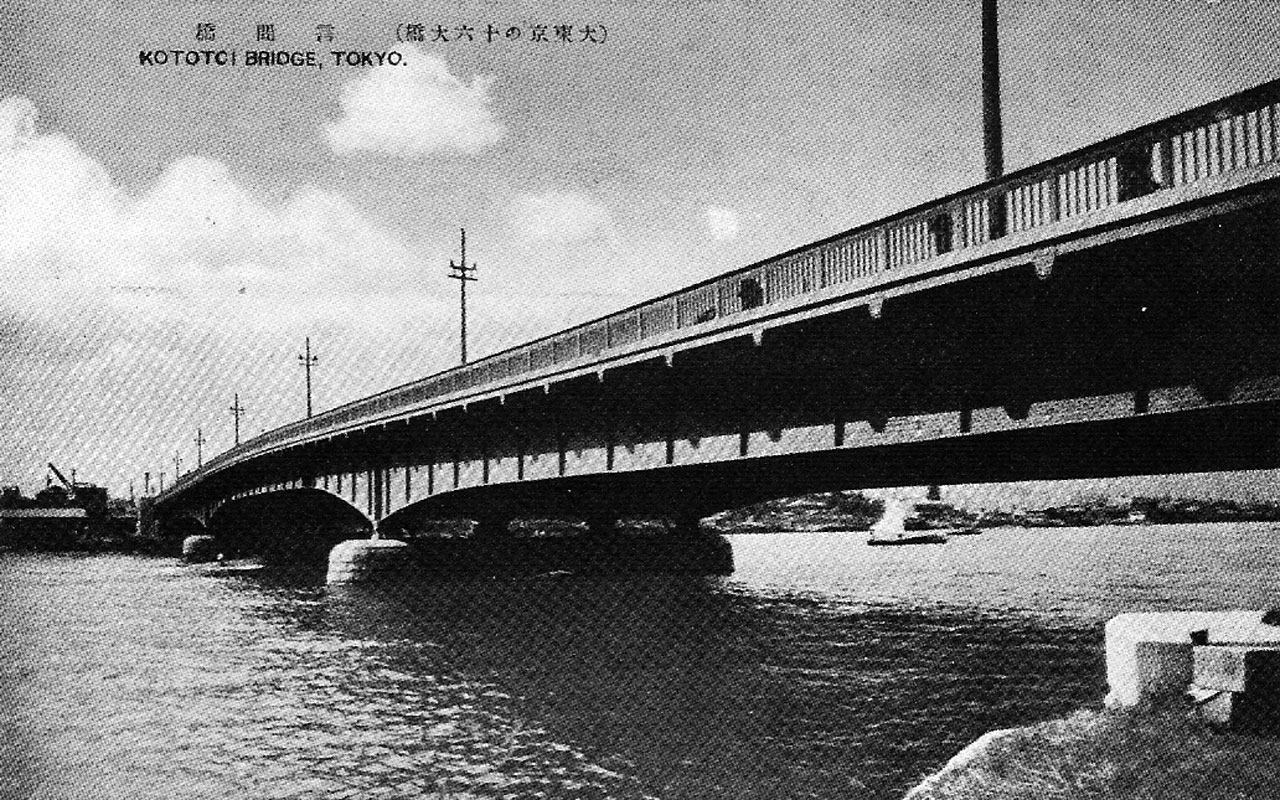
言問橋　竣工当時の橋
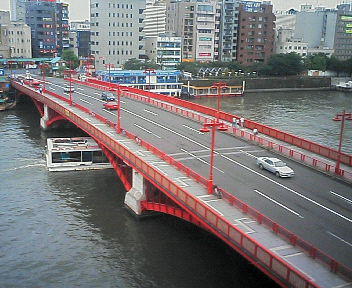
吾妻橋
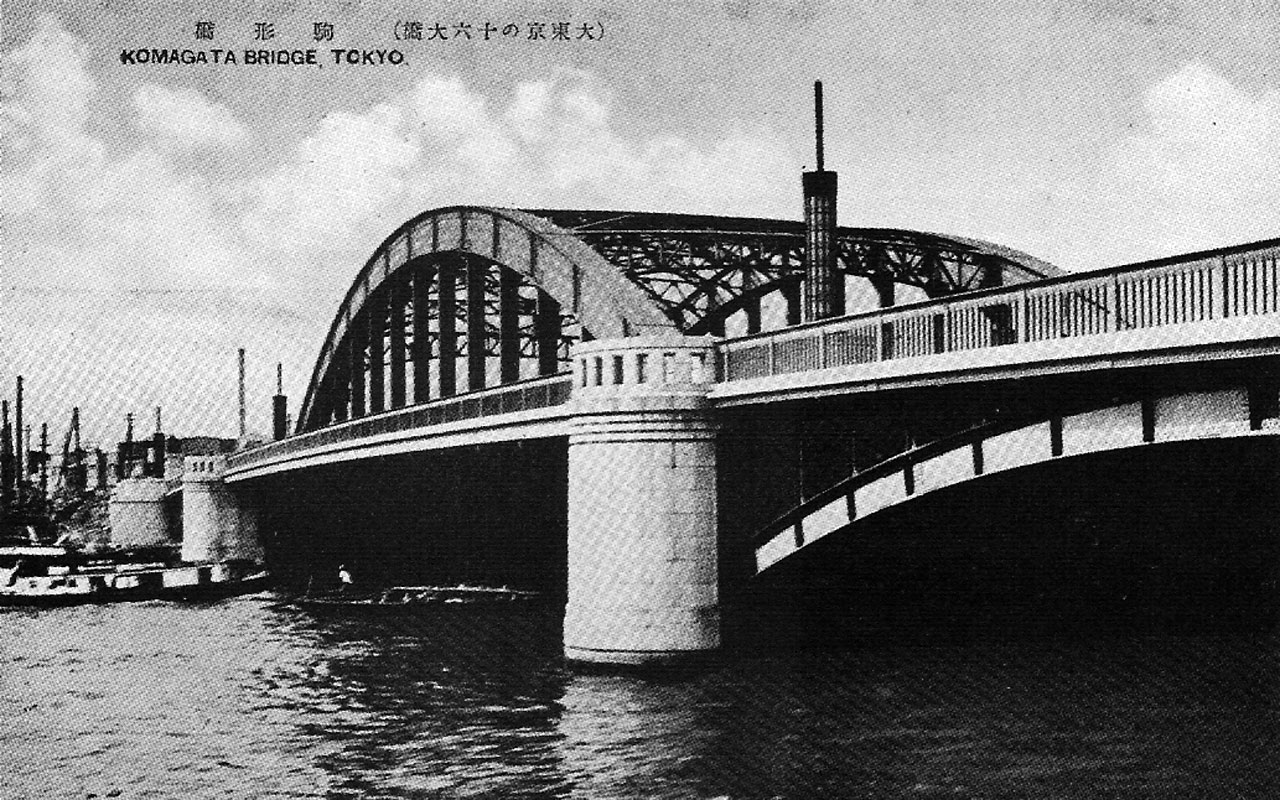
駒形橋 竣工当時の橋
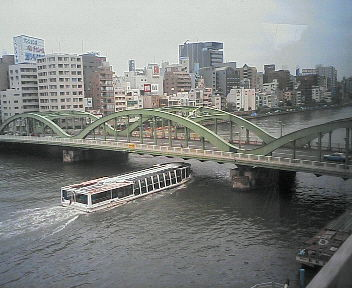
厩橋
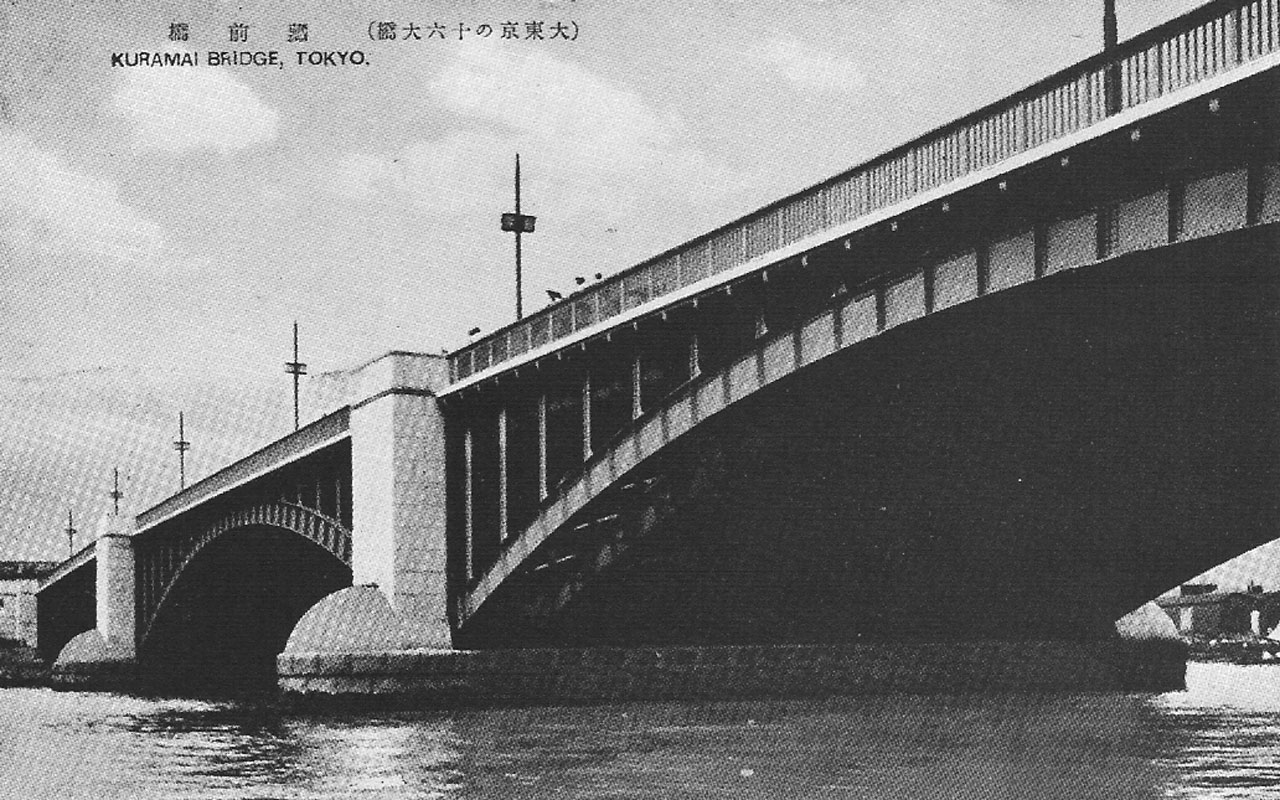
竣工当時の蔵前橋
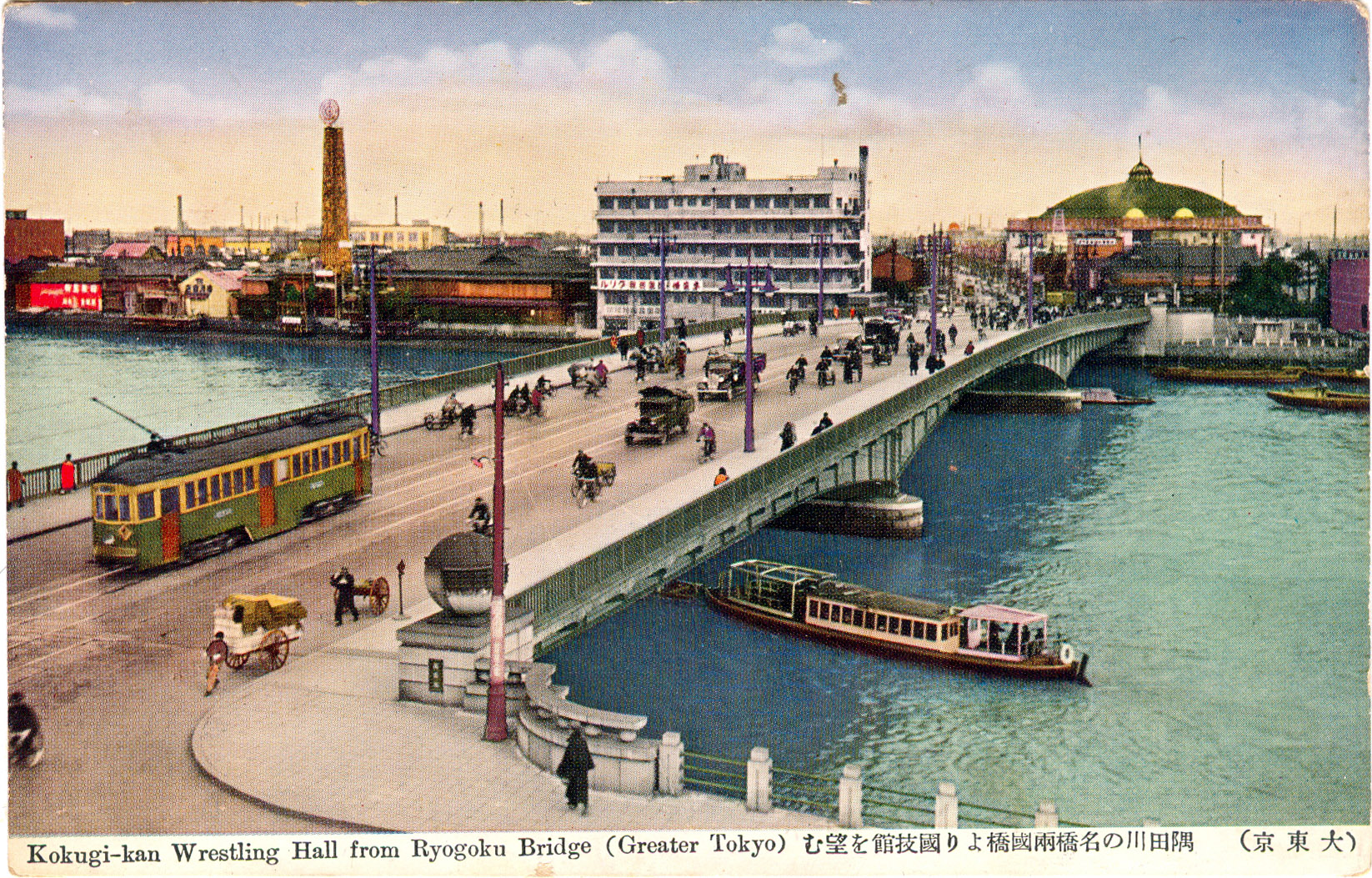
架橋直後の現両国橋
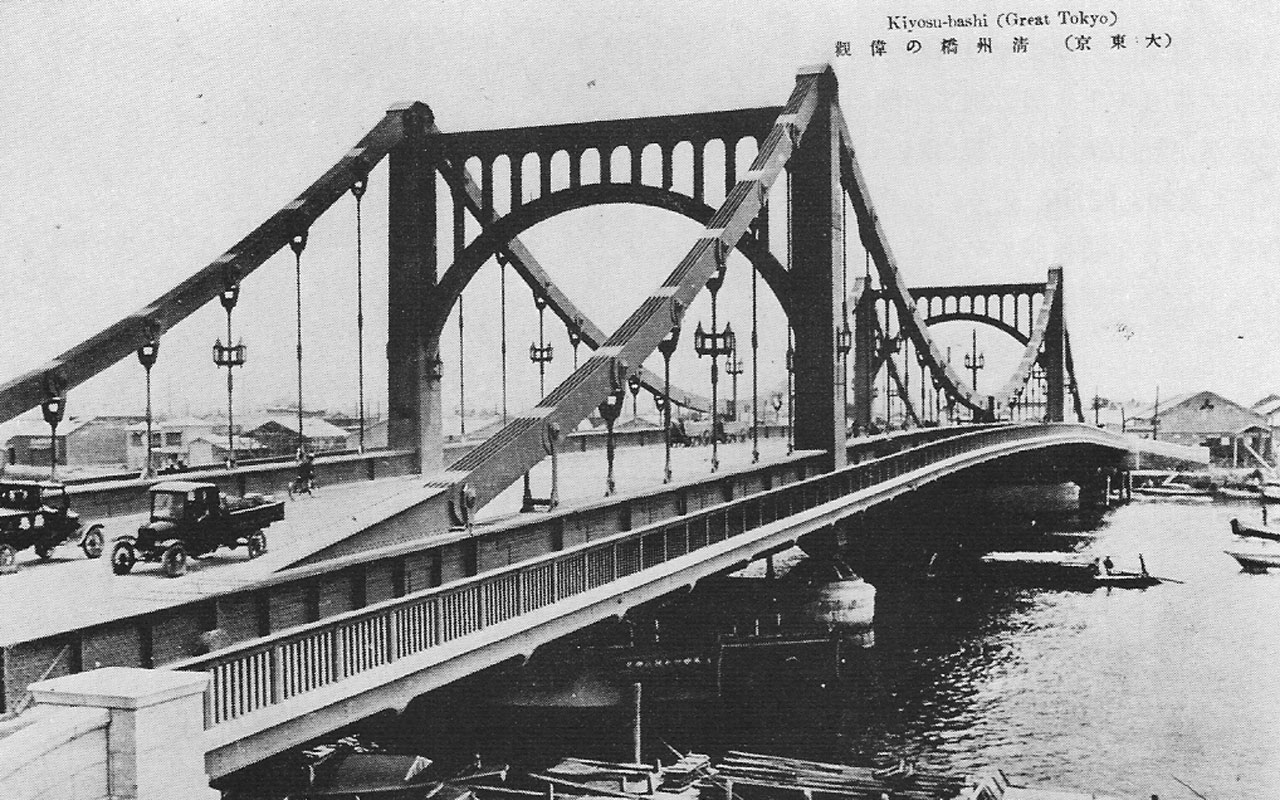
竣工当時の清洲橋
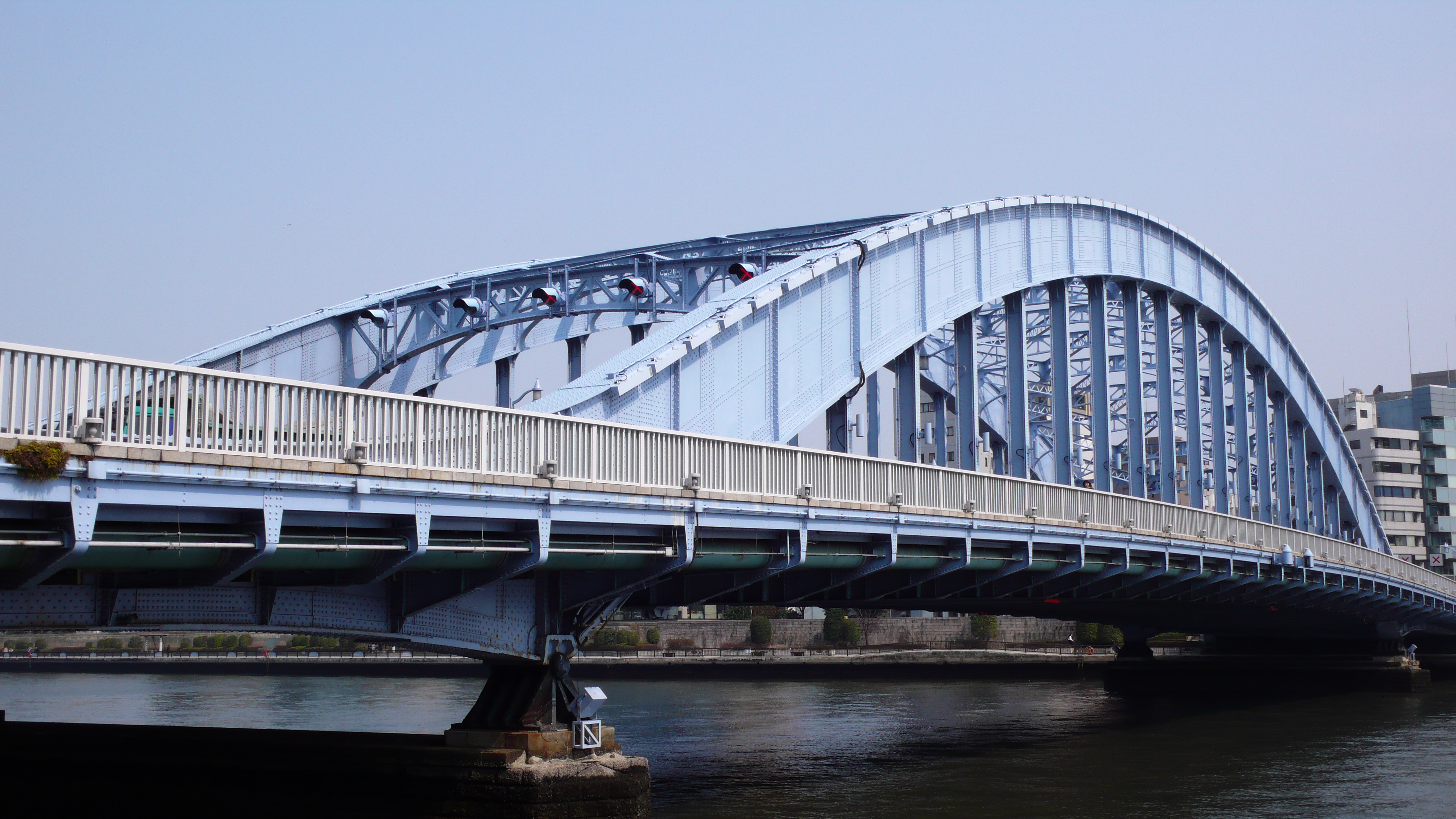
永代橋
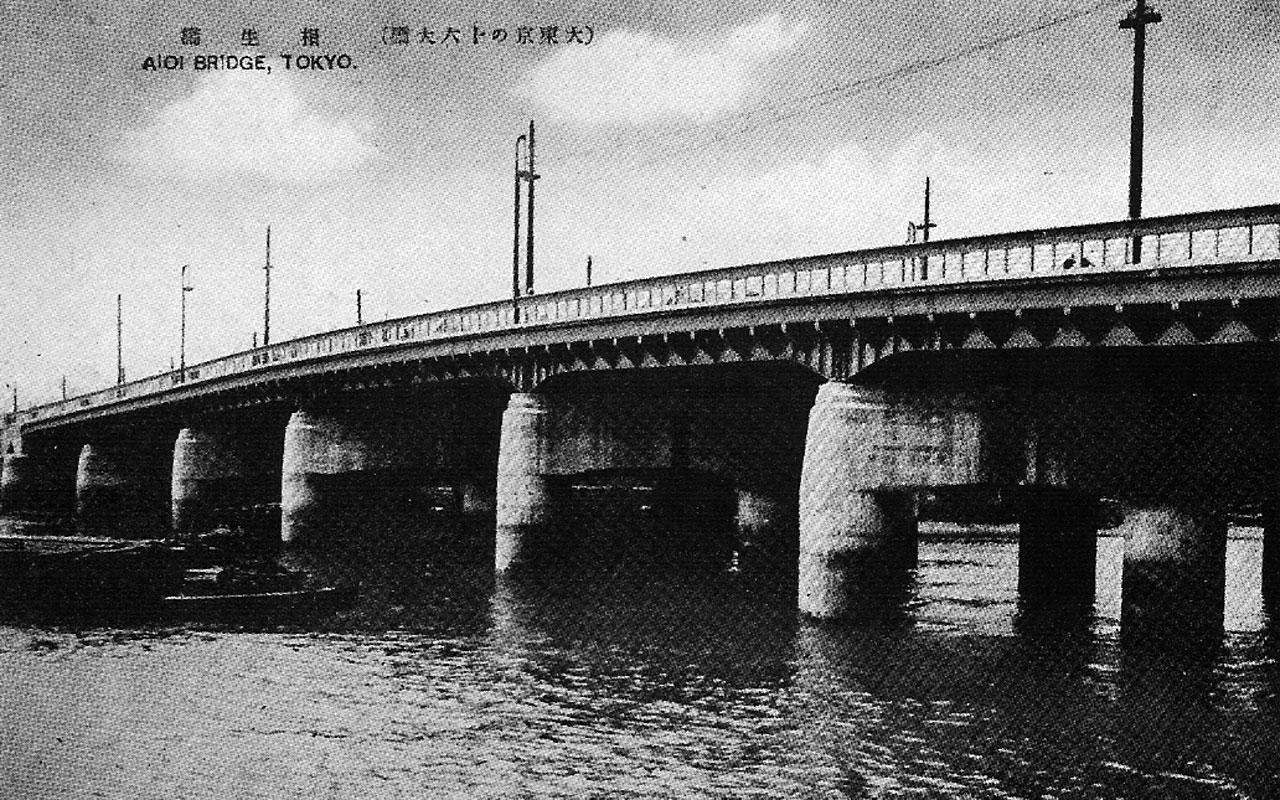
1926年完成の旧相生橋
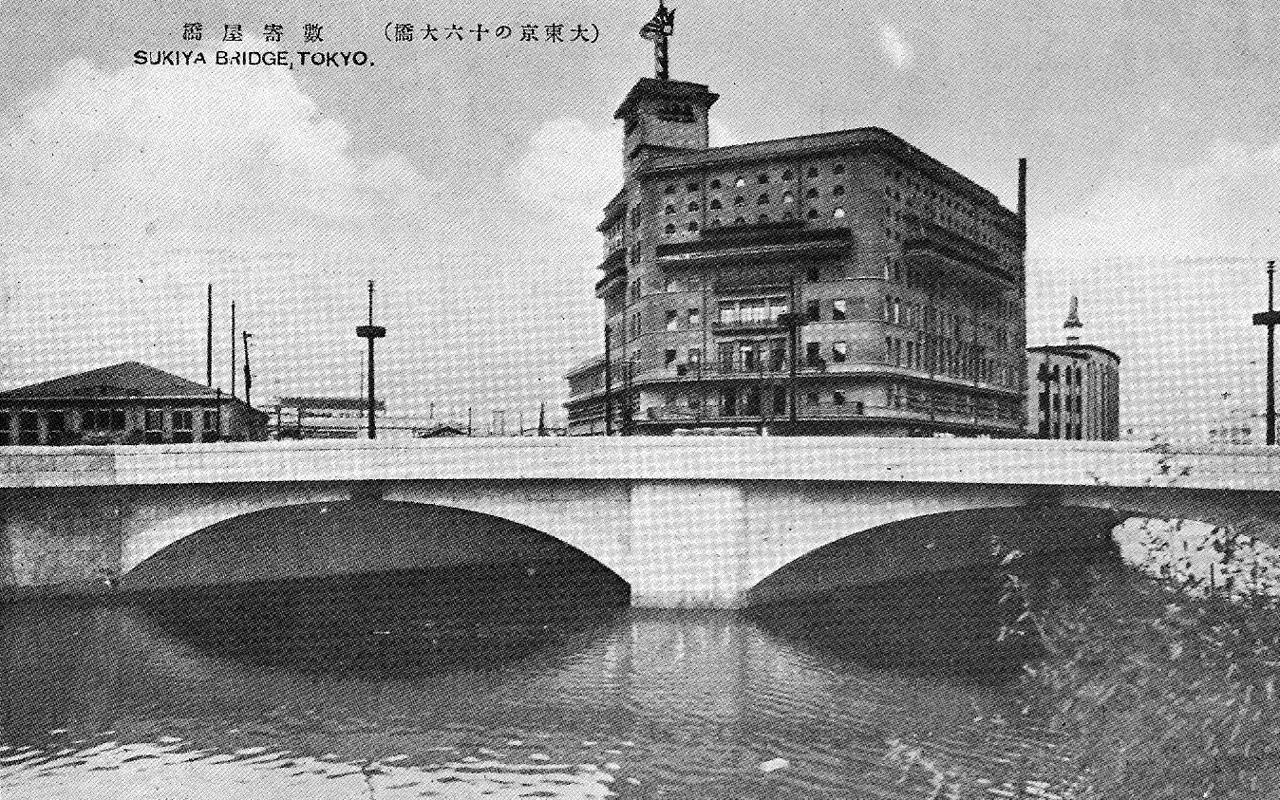
数寄屋橋

東京府内ではほかに、国道にかかる六郷橋、千住大橋、千住新橋等が施工されている。

### 震災復興小学校建設
アメリカからの義援金など国際的な応援もあり、鉄筋コンクリートの小学校校舎建設を進めた。校舎のデザインは時代の先端とされたドイツ表現主義の影響を受け、日本の分離派の影響が色濃い建築物が多く作られていく。建設にあたっては、復興院建築局長を務めた東京帝国大学教授佐野利器が、東京市長永田秀次郎（当時の後藤系官僚の筆頭）に請われて、教授兼任で東京市建築局長に就任する。早速佐野は建築局に古茂田甲午郎らを呼び寄せ、都市計画業務に従事していた石原憲治、田中希一、福田重義らと設計にとりかかる。佐野の主導で、将来を担う子供に衛生思想を根付かせる意味でのトイレの水洗化、暖房設備、理科教育や公民教育を重要視した教室など、合理主義に基いた設計思想が導入される。教育局はこうした施設は贅沢といって作法室の設置を望んだが（畳敷きの作法室は教師たちの一杯やる場所でもあったらしい）、佐野は作法室の設置を拒み、教育局との間で確執が生じる。教育局は教育関係者を総動員して反対運動を展開したが、佐野は復興前に計画し完成した小学校の作法室を現場監督に命じて破壊させるなど、最後までゆずらなかった。また、設計および施工指針のハンドブックを作成、メートル法を徹底して採用し、骨組み・ディテールを標準化。スチールサッシュとスチーム暖房も採用していく。鉄骨コンクリート構造に関しては、アメリカから取り寄せた鉄骨の長さが予定より足りず、海軍技師の協力を得て溶接したほか、強度鑑定の証明書を内藤多仲に依頼した。

### 震災復興公園
公立小学校と公園を併設する手法により、戦前・戦後を通じて、首都圏内や各地方都市で災害に対応した町づくりの一環としての防災用の緑地・公園が設けられることとなっていった。帝都復興事業のなかでも、防災都市確立の為に公園確保は重要な課題であるとされた。井下清率いる東京市公園課は中でも小学校を地域コミュニティーの単位として扱い、不燃化・耐震化された鉄筋コンクリートの校舎と避難所ともなる小公園をセットで、それぞれを防災都市における各地域のシンボルとするべく、東京市内52箇所に設置した。帝都復興局建築部公園課長に就任した折下吉延らは東京に三大公園（隅田公園、浜町公園、錦糸公園）を設置。また、山下公園など横浜に国施行の大公園を造成し、復興街路樹、橋詰地緑化等従来みなかった大規模の都市公園及び関係事業を試みた。
迅速に実務が進められた背景には、後藤新平が東京市長時代に策定した構想案など計画の下敷きがあったことと都市計画法・市街地建築物法成立と前後して内務省を中心に人材が育っていたことがある。都市計画法の公布やスタッフの養成、東京市政要綱、都市研究会の設立などが結果として帝都復興の推進に作用していくことともなった。復興事業が完成した1930年（昭和5年）頃には、都市の商工業が発展して人口が増大し、都市計画法に国庫補助が盛り込まれるようになる。
現在、御料地や財閥の寄付による敷地に作られた52の小公園は、既にかなり以前から廃園になっているものや面積縮小になっているものも多く、存続していれば良い方で、設置当時の面影は当初の数からすれば皆無と言ってよい状態になっている。ほぼ完全な姿を保つと思われる文京区の元町公園も、区が伊藤邦衛に依頼して往時の形式に復元したもので、さらに区は体育館の予定地に計画し、住民等との裁判沙汰になっている。またスプロール化や少子化による学校の統廃合により、復興小学校もそれぞれ存廃の問題に直面している。

### 復興事業の完成と終了
| 1930年8月、帝都復興事業に携わった者を表彰するために制定された帝都復興記念章（左:表面、右:裏面）。ただし後藤新平は制定前に死去したため、その授与対象には入らなかった。 |  | 1930年8月、帝都復興事業に携わった者を表彰するために制定された帝都復興記念章（左:表面、右:裏面）。ただし後藤新平は制定前に死去したため、その授与対象には入らなかった。 |
| 1930年8月、帝都復興事業に携わった者を表彰するために制定された帝都復興記念章（左:表面、右:裏面）。ただし後藤新平は制定前に死去したため、その授与対象には入らなかった。 |  | |

帝都復興院および復興局が推進した帝都復興事業は1929年ころには完成の域に達しつつあり、同年10月19日から11月10日にかけては東京市政調査会の主催により復興状況を説明した「帝都復興展覧会」が落成したての市政会館にて開催され、11万超の入場者を集めた。続く1930年3月24日には昭和天皇が東京市街を巡幸し、同月26日には二重橋前広場で「帝都復興祭」が挙行された。復興祭では、臨席した天皇より「帝都復興完成に就き賜はりたる勅語」が発せられたが、復興事業の計画を最初に練り上げた後藤自身は、1929年4月13日に遊説先へ向かう途中で死去しており、その完成を見ることはなかった。
「帝都復興祭」より6日後の4月1日に復興局は廃止されて業務は復興事務局へ引き継がれ、その2年後の1932年4月1日に同局も廃止されたことで帝都復興事業は名実ともに終了した。

### 横浜市の復興

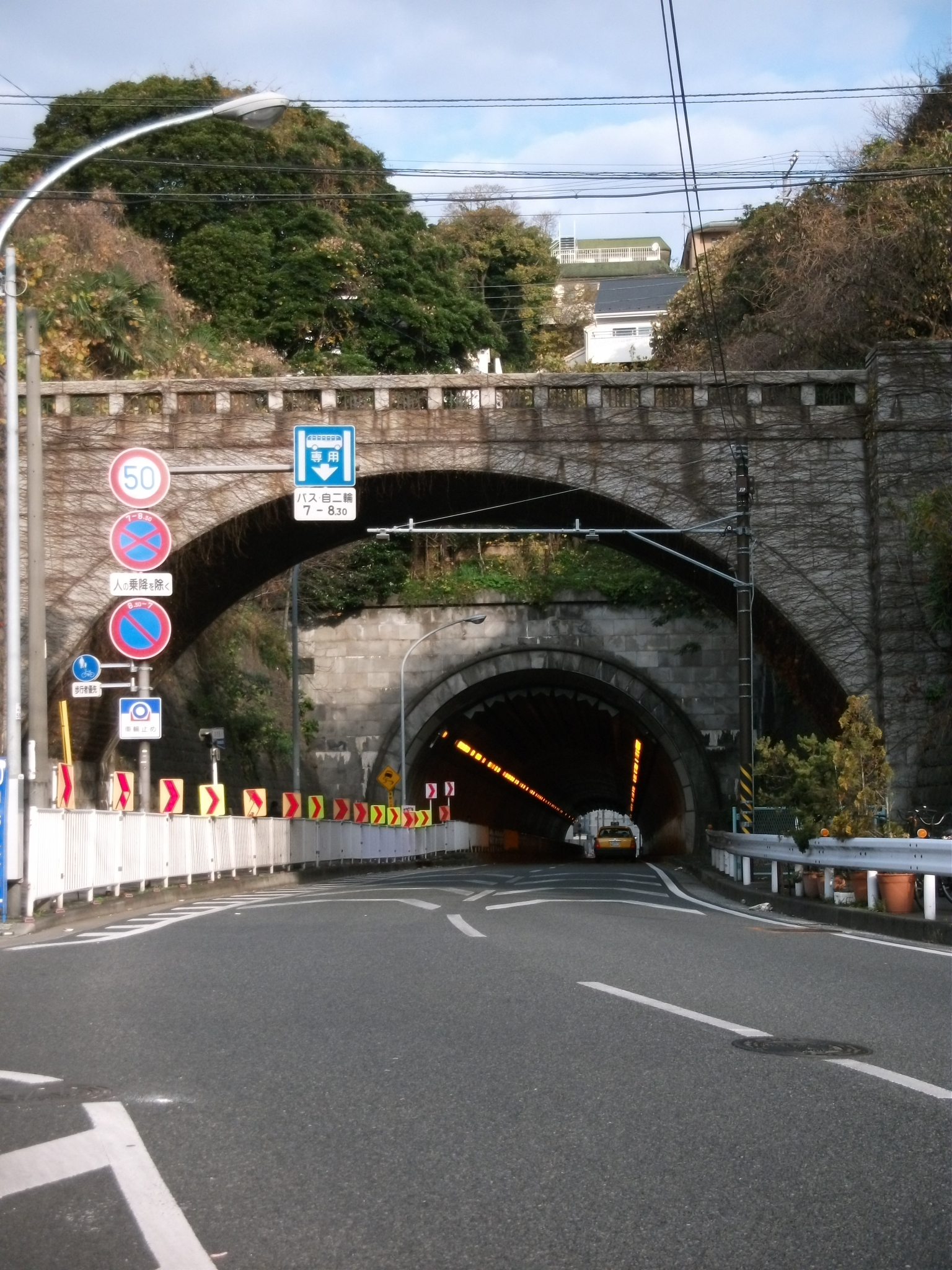
山手隧道

関東大震災の震源は小田原で、震源域の真上に位置していた横浜の震度は7とされているが、帝都復興院幹部会で復興計画大網を決定し、横浜市側もこれに準じて漸次審議される。東京については復興基礎案は閣議に付されていたが、横浜市に関しては復興院の基礎案成立まで待つこととなる。その間に東京では復興案が早くに東京市案、市政調査会案、内務省都市計画局案、同省土木局案などが復興院に提出されている。
この時期に横浜市では都市計画局長坂田貞明が病死したため、後藤新平の推薦を受けて、同年9月24日に牧彦七の横浜市都市計画局長の就任を決定。また、原富太郎を会長とし、政財界関係者が集まり「横浜市復興会」が結成される。
震災から20日ほどで、横浜市は復興試案を立案、公館地帯という官庁街と、公園と遊歩道とを組み合わせた緑地ネットワーク構想をおいている。被災経験と実際の公園ストックの必要性から、試案ではとくに公園計画に力を入れている。都心の横浜公園付近と遊郭街跡地に2つの円形公園を予定、公館地帯にも大公園を予定していた。さらにこれらの公園間に広幅員の連絡道路が計画されているほか、公館地帯と横浜駅とを直線道路で結んでいる。また、遊歩道の計画を受けて瓦礫処分地を遊歩道予定地に決定する。
10月14日には横浜市は、牧を中心に、後藤敬吉、緒方最ら都市計画局の技師と今井哲、木村喬らの都市計画神奈川地方委員会技師（県職員）らと協力して、想定人口80万、伊勢山地区を中心に都市基幹整備から11の公園と海岸沿いの公園、逍遥道路を有した計画案が立案される。
先の計画案が横浜市復興会で審議されるが意見がまとまらず、11月13日に政府へ提出されている。11月15日には当初予定された予算を抑えられたことにより、市の案を縮小した復興計画政府原案が発表され、山下公園以下4つの公園計画が盛り込まれている。そのほかにも横浜市の別の復興計画が政府筋に2案提出されている。ひとつは土木学会からのもので11月19日に、もうひとつは横浜市復興会からのもので、12月26日に提出されている。
横浜市でも橋梁事業は執行され、平沼橋・築地橋など復興局担当が35橋、横浜市が64（市負担の小橋等除く）であった。またこのとき、街路工事に伴って隧道が2か所新設された。国が執行の山手隧道がそれで、東京市による愛宕山の隧道とともに今日でも使われている。

## 北但馬地震
1925年（大正14年）5月23日11時10分、当時の兵庫県城崎町の円山川河口付近を震源とするマグニチュード7.0の北但馬地震が発生。豊岡町では2,178戸中焼失1,000戸、全壊257戸、城崎町では702戸中焼失548戸（78.1%）という被害を出した。
地震発生から8日後の5月31日、兵庫県知事や城崎・豊岡町長などによる震災復興協議会が開催され、城崎町では町長西村左兵衛が震災直後から温泉と教育の復興を打ち出し、5月末から6月初めには「町民一致3か年以内復興」「市区改正、町道県道、宅地の大整理」「町民大会を開き一致決議」などの方針を立てている。震災後約3週間して町民大会が開催され、委員を選出、数十回を重ね「全地主が公簿面積の1割を町に無償提供」「共同浴場再建による温泉街復興」「県の防火建築地区案に反対」などが定まった。土地区画整理事業による道路・河川、町の中心部の整理と共同浴場（外湯、岡田信一郎に設計を依頼）の再建、公営住宅の建設、住宅組合への支援などが取り組まれた。防災に強い都市の復興として「まんだら湯」や「一の湯」など6棟の外湯と小学校が鉄筋コンクリート造によって再建。その計画は復興計画に係る2人の建築家、岡田信一郎のデザイン力と吉田享二の建築材料学が両輪となって推進される。城崎温泉大谿川にかかる弓形橋やうろこ状護岸などは、この地震の復興事業によってできあがったのである。
また、豊岡町はすでに耕地整理事業の組合まで設立し、耕地整理を一つの柱とした大豊岡構想による都市改造を進行させていた。町は「挙町一致」と「道路計画の樹立」を打ち出し、従来計画に県道拡幅を加えた計画案が早急に作成されている。従前の対立を引き継ぎ、住民の反対は強硬で支持は得られなかったため縮小を余儀なくされたが、買収による道路整備と防火建築区域指定、建築費補助が行われ、整然とした格子状道路、豊岡駅と小田井縣神社をむすんで市街地全体を斜めに横切る寿町斜路、円形公園、ロータリー広場、近代的な駅前通り、業務地区・工業地区の配置など、碁盤状の市街地にシンボリックな空間を創出させ、当時の地方都市としては近代的な都市形態が実現することとなった。

## 鳥取地震
1943年（昭和18年）9月10日午後5時36分、鳥取市に鳥取地震が発生。死者数1,025名。直後の午後5時40分頃、鳥取市内10数ヵ所から出火、さらに時間をおいて多く出火。300戸が消失。
9月22日に「鳥取市臨時復興局」が設置され、都市計画街路拡築（駅と県庁線、幅員13.5m、他2路線幅員11m）、貯水池等防空防火施設と必需品総合配給所の設置、遊郭・市場の移転、市営浴場の新設などが計画されたが、部分的な整備であった。市内には応急事業による123棟888戸のバラック住宅が残されたが、これが後の鳥取大火の遠因ともなる。

## 新潟地震
1964年に新潟県沖で新潟地震が発生。新潟市内では震度5強の地震であった。地震そのものよりも石油タンクの爆発による大規模火災と津波による二次災害の被害が大きく、また信濃川河口の埋立地など軟弱地盤の液状化現象により建物が倒壊破壊し、市内の住宅のおよそ2割は浸水した。この地震によって地盤の液状化現象による被害が大きくクローズアップされ、建築物基礎の重要性が認識された。
- 人的被害　死者：26人
- 火災件数　290棟（焼失家屋）
- 建物被害　全壊：1,960棟　半壊；6,640棟　浸水：15,928棟

2年後の1966年に「地震保険に関する法律」が制定され、国が再保険を引き受け、地震災害が発生した場合に国も一定割合の責任を分担し保険金を支払う地震保険が誕生し、災害時における住宅再建の新たな糸口となった。被害が拡大した原因については、市街地が信濃川河口の低湿地の埋立地に立地し、天然ガス汲み上げによる地盤沈下が進んだこともあり、新潟市の市街地の80%以上は海面より低い位置にあったためとされる。
新潟地震は1960年代の高度経済成長期の都市インフラが各地に形成される直前に生じた地震であり、震災により都市機能が広範囲にわたって瞬時に壊滅すること、また被災者の自助努力や自治体の行政機能だけでは復旧が困難であることを示した。同時に日本全国に映像とともに報道された最初の地震となった。一方で半壊など一部補修で住める状態にあるものの資産のない人々への対応が仮設住宅の建設の人手不足により遅れた。建物や道路、その他の建築物に対する防災機能の強化が初めて図られる契機となった地震であり、行政による都市再開発もさることながら、様々な法整備や地震保険などの整備が進められた。
地震復興に当たっては、港湾・河川等の後背地を水から守るための護岸計画を早急に実施し、経済活動の停滞を防ぐため、道路、鉄道などの復興を並行して進められるようにした。また百万都市を目指して発展を続けてきた新潟市は、地震前から住宅不足現象が現れていたが、市内に636戸という多数の仮設住宅を建設した。県で150戸、市で150戸あわせて300戸の災害公営住宅が建設された。低所得者への対応では住宅金融公庫の大幅な災害特別融資による再建、補修を実施した。住宅金融公庫による災害復興住宅貸付及び個人住宅災害特別貸付の申し込み受付を開始するとともに、災害復興住宅の建設のために貸付限度額を耐火・簡耐火、木造分ともに現行から引き上げる措置をとった。

## 宮城県沖地震
1978年6月12日に宮城県沖地震が発生。被害の発生が地盤条件等により大きく影響され、特に都市部のスプロール化により丘陵地を造成した新興住宅地での被害が大きく、また電気・ガス・水道等のライフラインが大きな被害を受け、ライフラインの機能障害による間接的被害が長期化するなど、これまでにない「都市型地震災害」としての特徴を示した。また、ブロック塀の倒壊による死者が多く、沿岸部ではコンビナート地域の被害が発生した。
- 人的被害　死者：28名　負傷者10,962名
- 火災件数　12件
- 建物被害　全壊1,383棟　　半壊6,190棟　ほか屋外タンク5基低部亀裂（流出油68,200kl）

復興事業として2つの移転事業を行った。宅地崩壊が著しく地盤調査の結果、軟弱地盤で技術的対策では対処ができないとされた、仙台市緑ヶ丘1丁目及び3丁目の20戸を集団移転させた。集団移転には利子補給等が行われたが、1年以内に住宅を建てて移転することを条件とした。住宅個々の被害は個人災害ではあるが、それらが立地している地盤が破壊され集合的一体的に被害を受けたことを考慮した。これは個人災害に対して公共が関与したという点で、住宅災害の復旧に対する新しい対応の方向として評価された。
また、がけ地の近接危険戸数の調査を行い、松島町の11戸を対象に、がけ地近接危険住宅移転事業を実施した。さらに応急仮設住宅を仙台市で70棟、泉市で5棟、小牛田町で7棟、鳴瀬町で5棟供給。仙台市では被害の大きかった地区に重点的に仮設住宅が供給され、70棟中66棟が長町7丁目に建設された。建設に際して当初は長町7丁目に50戸、西勝山団地に20戸を建設する予定であったが、長町仮設住宅への入居希望が建設戸数を上回ったため、西勝山団地に建設したもののうち16戸を長町へ移設し、被災者の要望に応じて被災地に近い位置に仮設住宅を設置できるよう考慮されている。
住宅団地の災害復旧に関し、1ha以上の団地に最高限度500万円の補助を行う制度が創設され、仙台市では罹災者市営住宅を30戸建設、罹災者を公営住宅、公団住宅、公社住宅へ優先入居させた。また、被災直前の建物価格の5割以上の被害があった場合を対象に、住宅金融公庫の災害復興住宅資金の融資制度を適用し、その上乗せとして、貸付総枠10億円、貸付限度額200万円、年利5.05%、償還期間10年の「宮城県災害復興住宅建設資金制度」が創設された。個人住宅の復興に際し、融資・租税その他の減免措置は取られたが、被災者の負担を軽減させるものとはならず、修復の不徹底や遅れ等の問題が生じた。

## 阪神・淡路大震災
1995年1月17日に阪神・淡路大震災（兵庫県南部地震）が発生。兵庫県南部を中心として甚大な災害をもたらした。さまざまな災害を経験してきた日本にとっても、成熟した都市機能が一瞬にして壊滅する経験は初めてのことであったため、多様な価値観を有する市民が集中する中、合意を得るには非常に困難を極め、復興にも非常に長年の経過を要した。被災した地域の地方自治体はいち早く復興計画を立案したが、当時復興計画よりも日々の生活に困窮する多くの市民がいた中で発表を行った自治体もあり、何を優先すべきなのかの判断を行政に迫る結果となった。
兵庫県は震災に関わる復興計画を「ひょうごフェニックス計画」と名付けた。その計画の下で、震災復興再開発事業が立案された地域は以下の通り。
- 住宅地区改良事業
  - 都賀地区
  - 番町地区
  - 東川崎地区
  - 築地地区
  - 戸ノ内地区
  - 芦原地区
  - JR西宮駅北地区
  - 若宮地区
  - 日高地区
- 住宅市街地総合整備事業
  - 神戸市震災復興地区（神戸駅周辺・兵庫駅南・真陽・六甲・東部新都心周辺・松本周辺・御菅・新長田）
  - 尼崎市震災復興地区（JR尼崎駅北部）
  - 西宮市震災復興地区（西宮北口駅北東）
  - 宝塚市震災復興地区（中筋JR北）
  - 宝塚市震災復興地区（仁川）
  - 芦屋市震災復興地区（芦屋中央）
- 密集住宅市街地整備促進事業
  - 真野地区
  - 浜山地区
  - 潮江地区
  - JR西宮駅北地区
  - 森具地区
  - 芦屋西部地区
  - 富島地区
  - 郡家地区
  - 仮屋地区